# Heartache Tonight
Heartache Tonight is een nummer van de Amerikaanse rockband Eagles uit 1979. Het is de eerste single van hun zesde studioalbum The Long Run.
Het nummer werd in een paar landen een hit. In de Amerikaanse Billboard Hot 100 wist het zelfs de nummer 1-positie te bereiken. In de Nederlandse Top 40 haalde het de 16e positie, en in de Vlaamse Radio 2 Top 30 de 22e.